# Bungoma
Bungoma ist die Hauptstadt des Bungoma Countys und hat knapp 45.000 Einwohner. Sie liegt nahe der Grenze zu Uganda direkt am Äquator. In Bungoma und Umgebung wird hauptsächlich Landwirtschaft betrieben.

## Verkehr
Neben der Uganda-Bahn, die durch Bungoma fährt, gibt es regelmäßigen Busverkehr, z. B. in die Hauptstadt Nairobi. Der Highway A 104 führt an Bungoma vorbei.

## Infrastruktur
Neben Primary, Secondary und High Schools verfügt Bungoma unter anderem über das Sang'alo Institute of Science and Technology und das Mabanga Farmer's training centre. Das Bistum Bungoma der römisch-katholischen Kirche unterhält in Bungoma eine Schule für behinderte Kinder, die St. Catherine's School.